# H. Tóth Elvira
H. Tóth Elvira (Kunágota, 1929. szeptember 5. – 2015. május 24.) magyar régész, a kunbábonyi avar fejedelmi sír feltárója.

## Élete
1948-ban Szegeden a Miasszonyunkról nevezett Szegény Iskolanővéreknél végzett. Előbb az Iparművészeti Főiskola ötvös-, majd 1953-tól az Eötvös Loránd Tudományegyetem régészet szakán tanult. Diplomamunkáját „Ötvöseljárások az avar és a honfoglalás korban” címmel írta. 
1958-1961 között az Iparművészeti Múzeumban volt gyakornok, majd segédmuzeológus. 1961-től a Kecskeméti Katona József Múzeumba került, ahol az évek alatt muzeológusi, igazgatóhelyettesi, később tudományos főmunkatársi munkakörben dolgozott. 1995-ben vonult nyugdíjba.
Elsősorban a Duna-Tisza közét, illetve Kecskemét környékét kutatta. Ásatott többek között Hortobágy-Árkuson (1959–1960), Kunadacs-Turipuli tanyán (1961), Kunszállás-Fülöpjakabon (1968, 1978–1979), Kunbábonyban (1971–1972), Izsák-Balázspusztán (1974), Kunpeszéren (1982–1986) és Kecskemét-Hetényegyházán (1994–1995).
Tagja volt a Magyar Régészeti Társaságnak.

## Elismerései
- Ünnepi kötet a 80. születésnapjára
- 1969 Szocialista Kultúráért
- 1972 Munka Érdemrend bronz fokozata
- 1976 Nívódíj
- 1984 Szocialista Kultúráért
- 1999 Móra Ferenc-díj
- 2006 Pro Museo emlékérem Kecskemét
- 2008 ELTE-aranydiploma

## Művei
- 1969 Kora bizánci üvegpohár egy szabadszállási magányos sírból. Kecskemét
- 1971 A kunbábonyi avar fejedelem. Budapest–Kecskemét
- 1971 Ein spätantiker Glasbecherfund aus Szabadszállás. ActaArchHung 1971, 115–138.
- 1972 Preliminary Account of the Avar Princely Find at Kunbábony. Cumania 1, 143–168.
- 1974 Honfoglaláskori sír Kiskunfélegyházán. Archaeologiai Értesítő 101, 112–126.
- 1980 Frühawarenzeitlicher Grabfund in Kecskemét, Sallai-Staße. ActaArchHung 22, 117–152.
- 1981 Sajátos temetkezési szokások a Duna-Tisza közi avarkori temetőkben. Arch. Ért. 108, 157–193.
- 1982 Seltsame Bestattungsriten in awarenzeitlichen Gräberfeldern in der Region zwischen der Donau und der Theiss. Cumania 7, 165–189.
- 1988 Késői hun örökség a kunbábonyi kagáni sír leletei között. MKBKM, 5–15.
- 1988 Elődeink a Duna–Tisza közén – A Kiskunság és környéke a régészeti leletek tükrében. Kecskemét (társszerző Horváth Attila, V. Székely György)
- 1990 Négy évtized régészeti kutatásai Bács-Kiskun megyében 1949–1989. Cumania 12, 81–233.
- 1992 Kunbábony – Das Grab eines Awarenkhagans. Kecskemét (társszerző: Horváth Attila)